# Кристиана фон Шлезвиг-Холщайн-Зондербург-Глюксбург
Кристиана фон Шлезвиг-Холщайн-Зондербург-Глюксбург (на немски: Christiana zu Schleswig-Holstein-Sonderburg-Glücksburg; * 22 септември 1634, Копенхаген; † 20 май 1701, дворец Делич) от Дом Олденбург, е принцеса от Шлезвиг-Холщайн-Зондербург-Глюксбург и чрез женитба от 1650 г. първата херцогиня на Саксония-Мерзебург.

## Живот
Тя е четвъртата дъщеря, деветата от 15 деца, на херцог Филип фон Шлезвиг-Холщайн-Зондербург-Глюксбург (1584 – 1663) и съпругата му София Хедвига фон Саксония-Лауенбург (1601 – 1660), дъщеря на херцог Франц II фон Захсен-Лауенбург.
Възпитавана е във вдовишкия дворец на леля ѝ Магдалена Сибила Саксонска, кронпринцеса на Дания и Норвегия. Кристиана се омъжва на 16 години на 19 ноември 1650 г. в двореца на Дрезден за херцог Кристиан фон Саксония-Мерзебург (1615 – 1691) от рода на Албертинските Ветини, първият херцог на Секундогенитур-херцогството Саксония-Мерзебург. Той е третият син на курфюрст Йохан Георг I фон Саксония и втората му съпруга Магдалена Сибила от Прусия. Това е двойна сватба заедно със сестра ѝ София Хедвиг за брат му херцог Мориц I фон Саксония-Цайц. Сватбата трае четири седмици.
Кристиан и Кристиана отиват на 30 септември 1653 г. в Мерзебург. Дворът им има скоро 150 души. След смъртта на нейния съпруг Кристиана се оттегля в дворец Делич, където умира на 20 май 1701 г. на 66 г.
- Дворецът резиденция на херцозите на Саксония-Мерзебург, 2006 г.
- Дворецът Делич

## Фамилия
Кристиана и Кристиан фон Саксония-Мерзебург имат децата: 
- Магдалена София (1651 – 1675)
- Йохан Георг (1652 – 1654), наследствен принц на Саксония-Мерзебург
- Кристиан II (1653 – 1694), херцог на Саксония-Мерзебург
- Август (1655 – 1715), херцог на Саксония-Мерзебург-Цьорбиг
- мъртвороден син (*/† 1 февруари 1656)
- Филип (1657 – 1690), херцог на Саксония-Мерзебург-Лаухщет
- Кристиана (1659 – 1679), ∞ херцог Кристиан фон Саксония-Айзенберг
- София Хедвиг (1660 – 1686), ∞ Йохан Ернст, херцог на Саксония-Кобург-Заалфелд
- Хайнрих (1661 – 1738), херцог на Саксония-Мерзебург-Шпремберг (по-късно на цял Саксония-Мерзебург)
- Мориц (1662 – 1664)
- Сибила Мария (1667 – 1693), ∞ Кристиан Улрих I, херцог на Вюртемберг-Оелс-Бернщат